# Femke Halsema

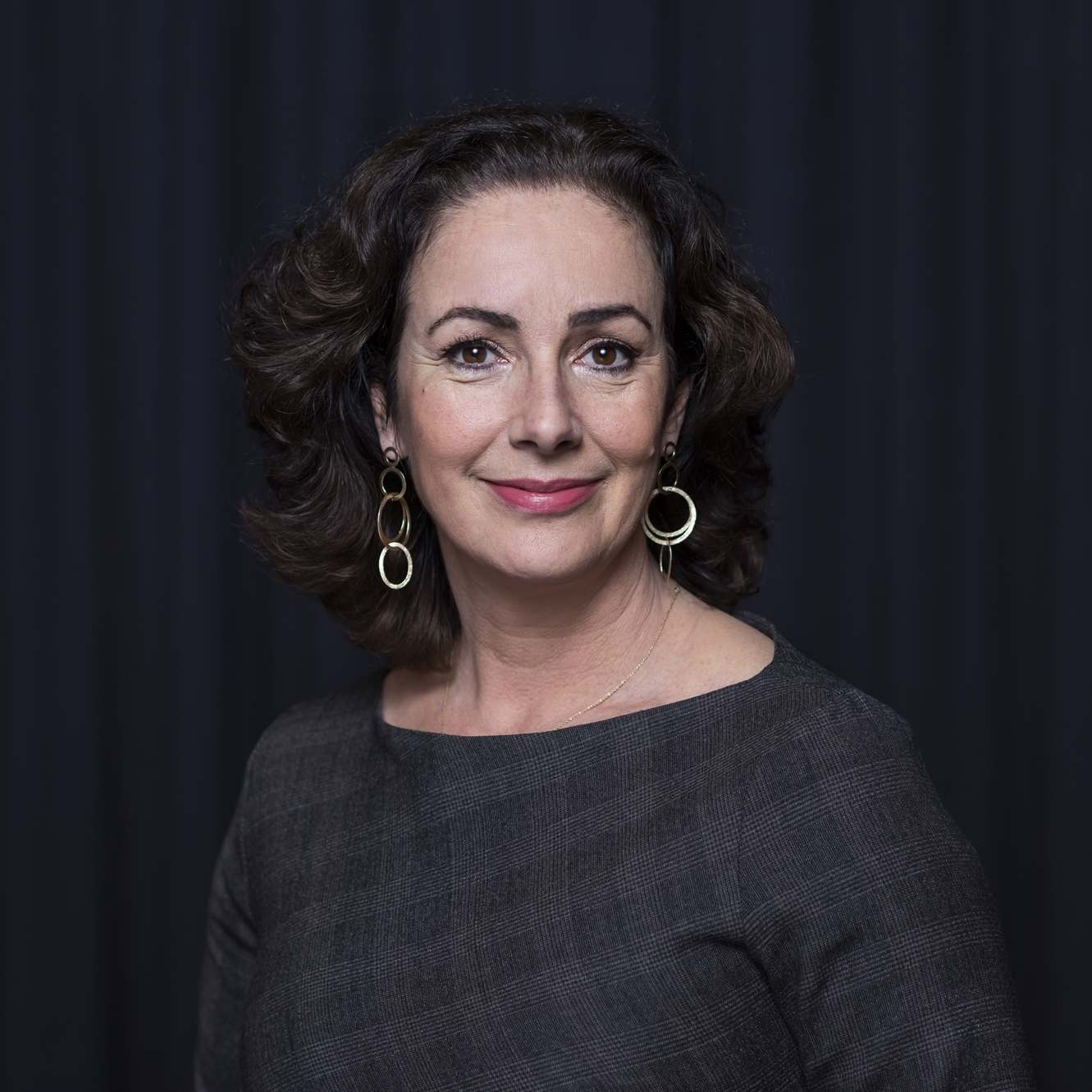
Femke Halsema (2018)

Femke Halsema (* 25. April 1966 in Haarlem) ist eine niederländische Politikerin. Von 2002 bis 2010 war sie Fraktionsvorsitzende von GroenLinks in der Zweiten Kammer. Zum 12. Juli 2018 wurde sie zur Bürgermeisterin von Amsterdam ernannt.

## Leben
Femke Halsema ist eine Tochter von W. Halsema, einem ehemaligen Sportlehrer und Direktor der Abteilung Sport (Dienst Lichamelijke Opvoeding, Sport en Recreatie) der Gemeinde Enschede. Halsemas Mutter, O.M.B. Fles, war von 1982 bis 1994 Beigeordnete  von Enschede für die sozialdemokratische Partij van de Arbeid (PvdA). Olga Halsema-Fles war auch Mitglied des College van Toezicht Sociale Verzekeringen (Sozialversicherungsaufsichtsrat) und Vorsitzende des Niederländischen Familienrates (Nederlandse Gezinsraad NGR). Das Ehepaar Halsema-Fles lebte in Haarlem, als Femke Halsema 1966 geboren wurde. Später zogen sie nach Enschede.

## Karriere
Halsema studierte Kriminologie und Rechtssoziologie in Utrecht. Von 1993 bis 1997 arbeitete sie bei der Wiardi-Beckman-Stiftung, dem wissenschaftlichen Institut der Partij van de Arbeid.
1998 wurde sie für GroenLinks ins niederländische Parlament gewählt. Während der ersten Amtszeit des Kabinetts Balkenende übte sie als rechtspolitische Sprecherin ihrer Fraktion heftige Kritik an der neuen Ausländergesetzgebung. Seit November 2002 fungierte sie als Fraktionsvorsitzende. Ende 2003 legte sie dieses Amt vorübergehend nieder, als sie Mutter von Zwillingen wurde.
Halsema gilt als linksliberal (auch wenn sie sich selbst lieber als „freisinnig“ bezeichnet). Dieses Image wurde im Jahr 2005 durch die Veröffentlichung des Manifestes Vrijheid eerlijk delen („Freiheit ehrlich teilen“) verstärkt. Im Januar 2006 wurde sie von der JOVD, der Jugendorganisation der eher rechtsliberalen VVD, zur „Liberalen des Jahres“ ausgerufen.
Bei den niederländischen Parlamentswahlen des Jahres 2006 fungierte sie wie zuvor im Jahr 2003 als Spitzenkandidatin ihrer Partei. Auch bei der Parlamentswahl am 9. Juni 2010 führte sie die Kandidatenliste von GroenLinks an. In dieser Wahl gelang es der Partei, die Anzahl der Parlamentssitze von 7 auf 10 zu erhöhen; eine angestrebte Regierungsbeteiligung kam jedoch nicht zustande. Am 17. Dezember 2010 gab Halsema ihren Rückzug aus der Politik bekannt und teilte mit, am 16. Dezember den Fraktionsvorsitz niedergelegt zu haben; zu ihrer Nachfolgerin in dieser Funktion wurde am selben Tag Jolande Sap gewählt. Nach der parlamentarischen Weihnachtspause verabschiedete sie sich am 10. Januar 2011 aus der Zweiten Kammer.
Im Vorfeld der Bildung des Kabinetts Rutte II nach der Parlamentswahl vom September 2012 wurde Halsema von Lodewijk Asscher (PvdA) als mögliche Ministerin ins Spiel gebracht, was jedoch vom Koalitionspartner VVD abgelehnt wurde.
Nach ihrem Abschied von der landesweiten Politik war sie unter anderem publizistisch tätig, nahm vorübergehend Lehraufträge der Universitäten Tilburg und Utrecht wahr, gehörte mehreren Kontrollgremien im öffentlichen oder privatwirtschaftlichen Sektor an und beteiligte sich an verschiedenen Fernsehproduktionen.
Seit dem 12. Juli 2018 ist sie Bürgermeisterin von Amsterdam.